# Tussen Kunst & Kitsch
Tussen Kunst & Kitsch is een Nederlands televisieprogramma dat wordt uitgezonden door AVROTROS. Idee van het programma is dat mensen hun oude en/of mogelijk waardevolle objecten laten taxeren door experts. Zij vertellen of het om kunst of kitsch gaat en of het ook waardevol is. Het programma is gebaseerd op het BBC-programma Antiques Roadshow.
De eerste uitzending was op 31 oktober 1984 en werd opgenomen in het Singermuseum in Laren. Het programma wordt steeds in een ander museum in Nederland opgenomen. Presentator is Frits Sissing. Voorgangers van hem waren Cees van Drongelen (1984-2002, die ook de produktie deed) en Nelleke van der Krogt (2002-2015, ook samensteller van het programma). 
Sinds het begin scoort het programma erg goed. Er kijken 1 tot 1,5 miljoen mensen per aflevering. Dagblad Het Vrije Volk tekent in 1987 na drie seizoenen al op: "Het programma spoort mensen aan eens op zolder te gaan kijken en bevredigt aldus de nieuwsgierigheid (...). Dat vervolgens (...) belangstelling voor 'echte kunst' wordt gewekt, is dan mooi meegenomen. Iedere kijker (...) kan zich voortreffelijk met het vertoonde identificeren."
In 2024 zegt eindredacteur Dorette Kuipers over het inmiddels veertigjarige succes: "Iedereen en ieder object wordt door de experts met respect behandeld, maar er mag ook gelachen worden. Er hangt een positieve sfeer, dat effect moet ook de uitzending hebben.” Ze zegt er bij dat het vooral om de verhalen gaat en niet zozeer om de waarde van de spullen.
De openingsmelodie is van Joop Stokkermans, die ook de regie in de beginjaren voor zijn rekening nam. De tune leunt zwaar op een melodie uit de film My Fair Lady.

## Ontdekkingen
In Tussen Kunst & Kitsch werden door de jaren heen behoorlijk wat bijzondere vondsten gedaan, waaronder tien etsen van Rembrandt. In 1986 werd een getijdenboek uit de vijftiende eeuw getoond, dat bekend werd als "het boek van Brecht" en in 2023 geschonken werd aan de Universiteitsbibliotheek Groningen. Van een op een rommelmarkt gevonden stokkenstoel van Gerrit Rietveld werd de waarde geschat op 63.500 euro. In 2005 werd een schilderij van de Vlaamse schilder Jan van Kessel de Jonge (1612–1679) gevonden, geschatte waarde minstens 100.000 euro.
Drie jaar later werd bij televisieopnames in Enschede een schilderij van Pieter Brueghel de Jonge (1564–1638) binnengebracht. Het ronde paneeltje met een doorsnede van 17 cm toont een boerenechtpaar, rustend bij een boom na het hooien. Expert John Hoogsteder noemde dit "de vondst van de eeuw". Hij taxeerde het stuk tussen 80.000 en 100.000 euro. In 2020 werd een schilderij van Adriaan de Lelie getaxeerd op 100.000 euro.
In 2009 werd er een broche van de Franse edelsmid René Lalique gevonden, die werd getaxeerd op 100.000 euro. De broche is later door de eigenaresse verkocht voor €120.000.
In 2011 werd het schilderij 'Het Kantwerkstertje' van Joost van Geel ontdekt. Het werk werd op 250.000 euro getaxeerd.
In 2018 werd een zeldzame glazen hensbeker uit 1599 'gevonden' met 22 namen van Friese adel er in gegraveerd. Het glas had een geschatte waarde van 85.000 euro. Het glas is in 2019 door de Ottema-Kingma Stichting aangekocht en is nu onderdeel van de collectie Ferhaal fan Frylan in het Fries Museum. 
De meest waardevolle vondst werd gedaan in het veertigste jaar van het programma. Tijdens een uitzending in maart 2025 vanuit het Kunstmuseum Den Haag werd een schilderij uit 1916 van de Russische kunstenaar Alexej von Jawlensky gepresenteerd. Het kleurrijke portret werd door de experts Willem de Winter en Paul van Rosmalen getaxeerd op een recordbedrag van 300.000 euro.

## 40 jarig jubileum
In 2024 werd het 40 jarig bestaan gevierd  met een tentoonstelling in Museum MORE in Kasteel Ruurlo.   De objecten van ruim 75 particulieren werden tentoongesteld. Daaruit bleek dat veel mensen hun waardevolle bezitting niet verkocht hebben na de taxatie.
Het jubileum werd verder gevierd  met een rijdende taxatiewagen die op de zaterdagen in oktober steeds een plein in Nederland aandeed. Zo stond de wagen in Oss en Gouda.

## Medewerkers
Aan het programma werken anno 2024 de volgende experts uit uiteenlopende disciplines mee:
- Emiel Aardewerk – Europees zilver, met uitzondering van sieraden
- Esther Aardewerk - zilver
- Martijn Akkerman – juwelen, parels en edelstenen
- Tom Angevaren - Delfts aardewerk en Chinees porselein
- Robert Aronson – Europees aardewerk en regout
- Jan Beekhuizen – Europese onedele metalen, beeldhouwkunst en volkskunst
- Wim Bouwman - oosterse kunsten en etnografica
- Marcel Brouwer - toegepaste kunst en design van 1900 tot nu
- Rob Driessen - toegepaste kunst en design van 1900 tot nu
- Joseph Estié – Europees porselein tot 1890, meubelen
- Laurens Hesselink - oude boeken, handschriften, prenten en kaarten
- Bas Hesselink – boeken, prenten, gravures en tekeningen
- Menno Hoencamp - uurwerken, fijnmechanische instrumenten
- Willem Jan Hoogsteder – Hollandse meesters tot 1800
- Pieter Jorissen - schilderijen 19e en 20e eeuw
- Fred Kats – klokken, horloges en instrumenten
- Suzanne Lambooy - Europees aardewerk en regout
- Kitty Laméris – glas en keramiek
- Anna Lameris - glas en tegels
- Remco van Leeuwen - West-Europese oude kunst en antiquiteiten
- Jim van der Meer Mohr - oude schilderijen tot 1800
- Jaap Polak – alles buiten Europa
- Titia Reuser - juwelen
- Paul van Rosmalen - schilderijen 19e en 20e eeuw
- Karl Stim - archeologie
- Emilie den Tonkelaar - 19e en 20e eeuw schilderkunst
- Willem de Winter – schilderijen 19e en 20e eeuw
- Mieke Zilverberg – archeologie en munten uit de Oudheid

Bekende voormalige medewerkers:
- Abraham Aardewerk - zilver
- Ivo Bouwman - schilderijen 19e en 20e eeuw, inclusief Indonesië
- Fred Brom - juwelen, parels en edelstenen
- John Hoogsteder - oude Meesters (oprichter Hoogsteder & Hoogsteder)
- Frides Laméris - glas, tegels en Chinees porselein
- Trudy Laméris-Essers - Chinees porselein en aardewerk, glas tot 1880
- Theo Laurentius - prenten, tekeningen en boeken
- Frans Leidelmeijer - Nieuwe Kunst
- Robert Lunsingh Scheurleer - klassieke archeologie en munten
- Jack Vecht - keramiek en sculpturen
- Frank Welkenhuysen - 19e- en 20e-eeuwse schilderkunst